# Parcours acrobatique en hauteur
 (juillet 2022).
Si vous disposez d'ouvrages ou d'articles de référence ou si vous connaissez des sites web de qualité traitant du thème abordé ici, merci de compléter l'article en donnant les références utiles à sa vérifiabilité et en les liant à la section « Notes et références ».
Ne doit pas être confondu avec Grimpe d'arbres.
Pour les articles homonymes, voir PAH et PAF.

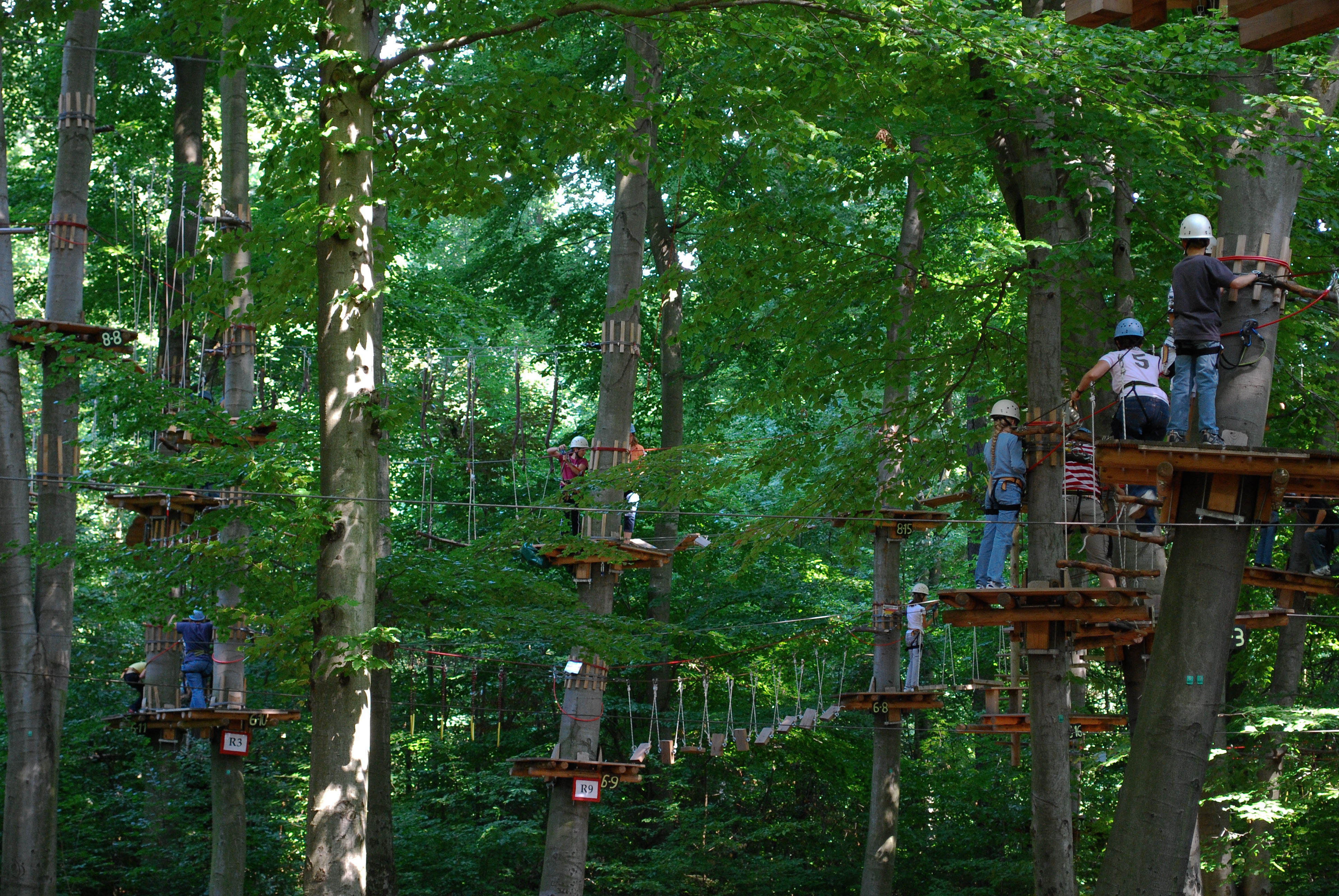
Parcours aventure en forêt

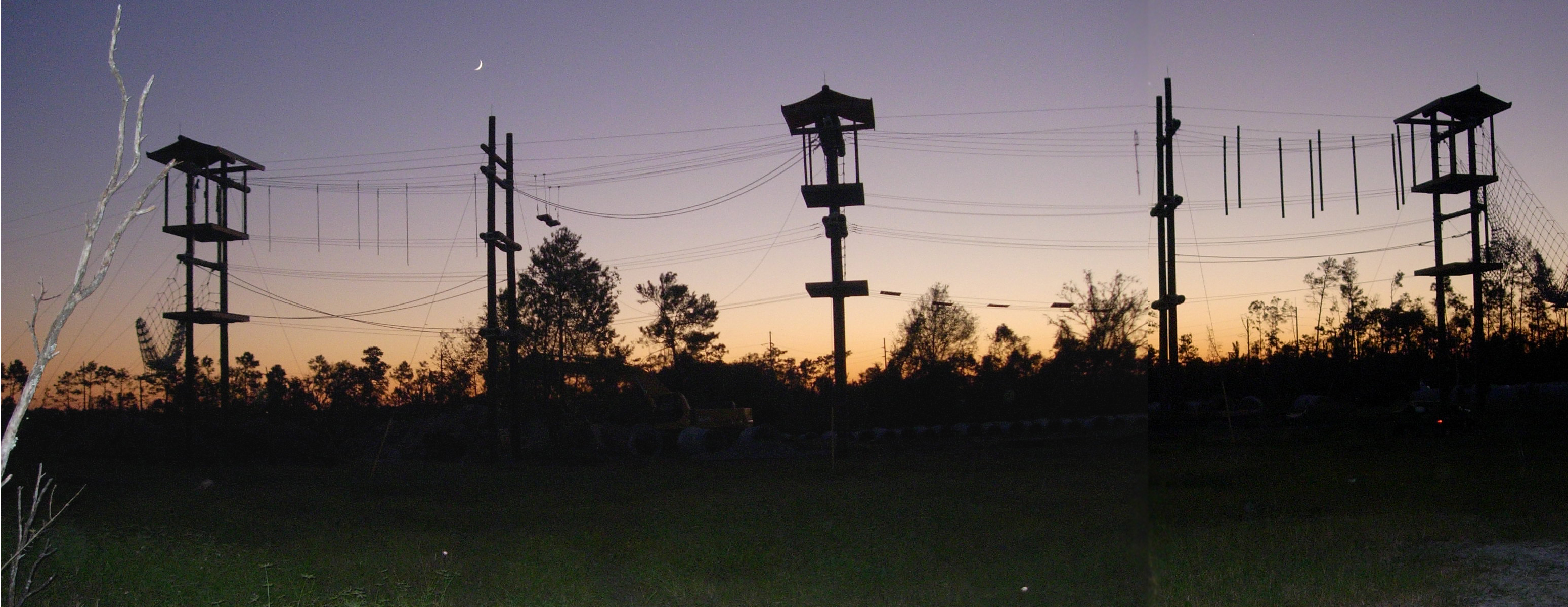
Parcours aventure sur poteaux de nuit

Un parcours acrobatique en hauteur (PAH), également appelé simplement parcours aventure, ou encore parcours d'hébertisme aérien au Canada, est un espace de loisir sportif, souvent situé en zone naturelle, équipés d'installations permettant au pratiquant de cheminer en hauteur, de façon plus ou moins acrobatique, sur des ateliers fixés entre plusieurs arbres, rochers, falaises ou supports artificiels,. On parle également de parcours d'aventure en forêt (PAF) dans le cas spécifique d'une installation en zone boisée.
Dans le langage courant, on parle également, par antonomase, de parcours d'accrobranche, bien que ce nom, qui est une marque déposée, désigne en fait une autre activité : la grimpe d'arbres.
La sécurité du pratiquant est assurée par un équipement de protection individuel contre les chutes, constitué d'un baudrier ou harnais relié par des longes doubles à une ligne de vie installée tout au long du parcours.

## Histoire et évolution

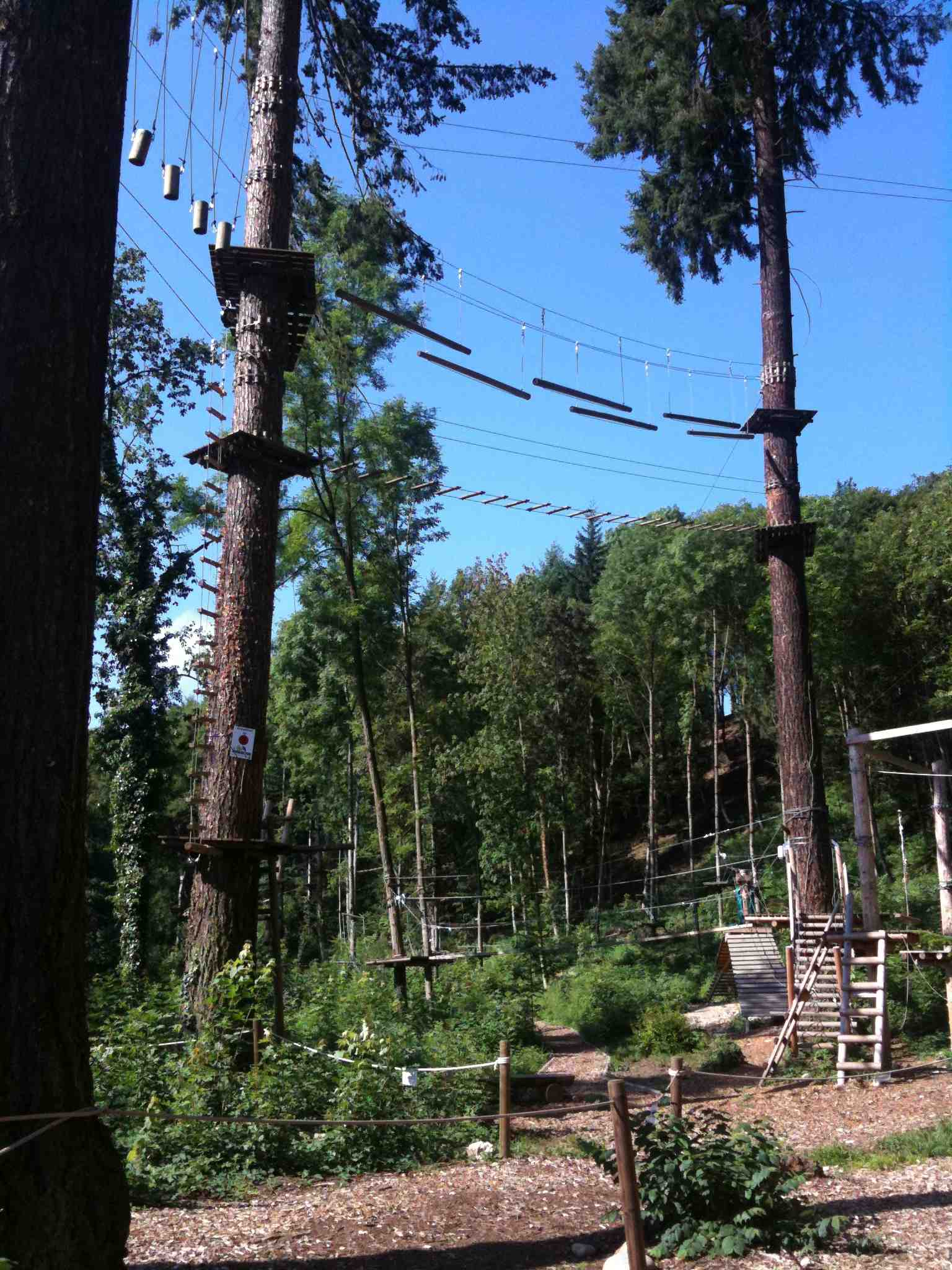
PAH en forêt

Au cours des années 1930, dans les Dolomites italiennes, afin d'effectuer la traversée directe d'une aiguille rocheuse à une autre par une méthode aérienne et acrobatique, quelques téméraires tendaient entre ces deux pics une double corde sur laquelle ils s'allongeaient pour « ramper » dans les airs.
Cet aménagement et l'exercice qui s'ensuivait portaient le nom de « tyrolienne ».
La première structure permanente qui s'en inspira, adjointe aux traversées sur ponts de singe et câbles de funambule entre les arbres, ainsi qu'à une via ferrata dans les murs d'un fort, a vu le jour en 1989[réf. nécessaire] au fort des Rousses, dans le Jura[réf. nécessaire].
Un second parc s'est développé en 1994 aux Estables, dans le Massif central, mais il est admis que le vrai précurseur de cette activité a été l'« Aventure Parc » de Serre Chevalier, dans les Hautes Alpes, en 1995, année qui est généralement considérée comme celle de la création de l'activité.
Jusqu'en 1998, les parcours aventure en forêt se comptaient sur les doigts de la main, en se développant dans un premier temps en montagne et dans les stations de ski comme activité complémentaire l'été.
Les parcours aventure se sont rapidement développés en France, suite une progression très en vogue des activités de loisirs en plein air dans le monde, telles que les via ferrata, les canopy tours (visite de la canopée sur des tyroliennes comme au Costa Rica) ou les tyroliennes rapides et de grande longueur.
À partir de l'an 2000, ils se sont étendus aux zones fortement touristiques comme les bords de mer. Actuellement[Quand ?] on les retrouve même en plein cœur des villes comme à Lyon, atteignant environ 500 structures en France.

## Description de l'activité

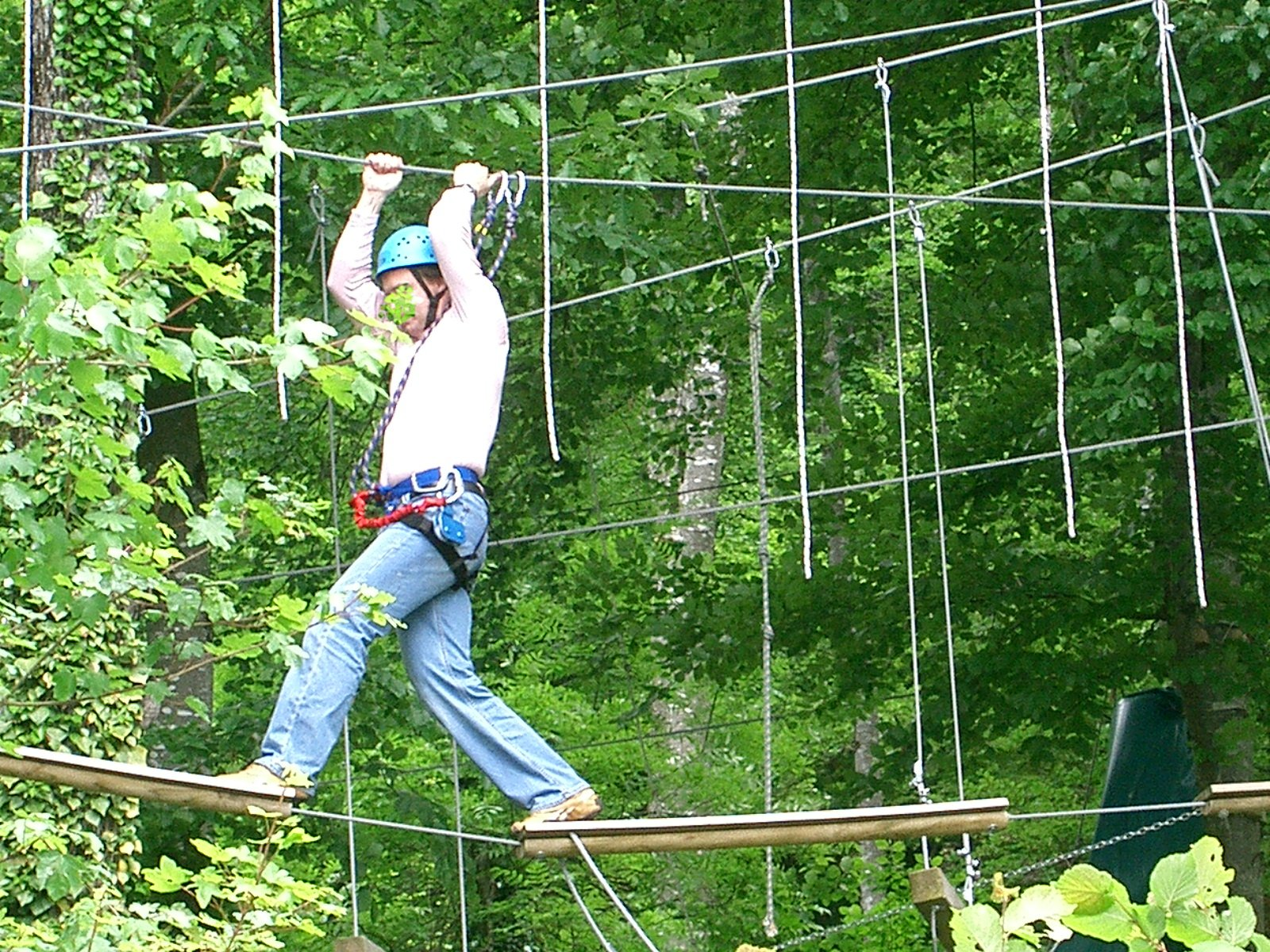
« Pont de singe » en poutres longitudinales suspendues

Un parcours aventure est constitué de plusieurs successions de passages périlleux, acrobatiques et physiques en équilibre, reliant une plate-forme fixée sur un arbre, rocher, falaise, mur ou pylône à la suivante, en position majoritairement debout.
Excepté pour les passages verticaux ou pentus en escalade ou descente, chaque traversée est constituée de divers agrès solidaires d'un ou plusieurs câbles fixés par enroulement de leurs extrémités aux troncs d'arbres servant de supports. Les plates-formes intermédiaires permettent aux pratiquants le contournement et passage des mousquetons vers le portique suivant, voire d'effectuer une pause et d'attendre éventuellement que les passagers devant eux aient libéré le parcours suivant en cas d'affluence.
Les portiques d'un parcours peuvent être selon le degré de difficulté choisi, variables en nombre et aspect périlleux ou physique, dans le but d'une expérience impressionnante et ludique.
L'agrément étant d'associer l'aspect sportif à celui d'adrénaline procuré par les sensations de hauteur, d'équilibre et de vertige au-dessus du vide, comme c'est également le cas des via ferrata situées entre les rochers montagneux. Il peut être pratiqué dès le départ grâce aux différents niveaux de difficulté, par tout enfant ou adulte de bonne condition physique, même novice, sans nécessiter de technique particulière d'apprentissage, ni d'entrainement.

### Équipement et briefing préalable
L'accueil d'un parcours est souvent situé depuis une cabane en bois spécifique où se tient le personnel d'encadrement, et où sont disposés les baudriers pour enfants et adultes ainsi que les emplacements de dépose éventuelle des affaires telles que sacs, blousons ou boissons, tout en restant bien souvent indépendante de l'accueil général de l'éventuelle base de loisirs dans laquelle il est situé.
Chaque participant s'équipe au départ d'un baudrier ou harnais au niveau de chaque jambe jusqu'à la ceinture, sur lequel sont accrochés :
- Une longe similaire à celle des via ferrata hormis le système d'amortissement de chute. Elle se compose d'un ou deux mousquetons reliés par une lanière d'environ 1 m, le premier étant désormais un anneau que l'on enfile au départ du parcours sur le câble principal effectuant la totalité du parcours, baptisé "ligne de vie" continue, servant à la fois de sécurité et de maintien du passager, le deuxième optionnel que l'on accroche et décroche sur l'un des câbles à chaque portique.
 Ainsi, étant attachée, si la personne "décroche" en perdant l'équilibre sur les parcours « acrobatiques » (funambule, rondins basculants, etc.), elle effectue une simple "mini-chute" de 50 cm à 1 m amortie par l'élasticité du câble sur lequel elle reste suspendue, et où soit le moniteur pourra venir l'aider pour la secourir, soit elle pourra réussir à se rétablir d'elle-même par la force des bras et des pieds.
- Une poulie reliée par une lanière que l'on décroche du baudrier pour l'installer sur le câble au départ de chaque tyrolienne.

Parfois un casque et/ou des gants de protection sont également fournis.
Un mini-briefing d'instruction préalable de 15 minutes environ est donné systématiquement par les instructeurs à tous les participants, pour les conseils de parcours et afin de respecter les consignes de sécurité. Les participants effectuent alors les uns après les autres un premier test d'"essai" en guise d'échauffement et de compréhension / familiarisation sur un parcours très facile situé proche du sol, avant de passer aux parcours principaux.

### Principaux genres d'agrès et portiques
L'ingéniosité des concepteurs n'a toujours pas trouvé de limite, et chaque parc possède des styles de parcours avec des variantes et dominantes différentes pour les passerelles reliant chaque plate-forme, dites aussi « ponts de singe », parmi lesquels les principaux portiques communs sont les suivants :
- Les montées d'accès aux plates-formes par des échelles de corde, prises ou trous d'escalade ou filets,
- Les câbles ou slacklines d'équilibre en « funambules » (où l'on se tient à un ou deux autres câbles parallèles, ou à une corde verticale elle-même suspendue)
- Les câbles doubles latéraux, traversés par alternance de chaque pied,
- Les échelles souples horizontales ou inclinées à barreaux espacés,
- Les traversées sur ou dans un filet longitudinal, dit "pont de liane",
- Les poutres longitudinales suspendues,
- Les rondins latéraux suspendus sous forme de trapèzes,
- Les planches en « quinconce » ou en zigzag,
- Les traversées sur "mini-cylindres" pivotants,
- Les plates-formes indépendantes telles que socles ronds ou planches rectangulaires suspendus, à enjamber de l'une à l'autre,
- Les cordes à lanières successives,
- Les tonneaux pour ramper soit à l'intérieur à plat-ventre, soit extérieurement à califourchon,
- Les étriers ou anneaux (très physiques),
- Les troncs verticaux en "T" retourné,
- Les échelles horizontales rigides surélevées, en s'agrippant aux barreaux par la force des bras,
- Les filets à larges mailles de traversée, d'escalade ou de descente,
- Les tyroliennes sur poulies, de pentes et de longueurs variables, très fréquentes sur un parcours,
- Les sauts de Tarzan (avec corde pendue dans le vide), souvent parmi les plus impressionnants,
- Les skate-boards sur double câble,
- Les tyroliennes à poignée sur laquelle on s'agrippe par les bras,
- Les sauts verticaux freinés par treuil à enrouleur, nommés "Quick-Jumps", etc.

Le nombre de personnes maximal pour une question de sécurité et de poids, est de une par traversée et de trois au maximum par plate-forme.

#### Accès verticaux ou inclinés vers la première plate-forme
Ces portiques sont soit celui situé au départ du parcours, permettant d'accéder à la première plate-forme supérieure, soit celui de fin de parcours pour redescendre au sol, soit reliant 2 plates-formes de hauteurs très différentes. Ils peuvent être constitués soit d'une échelle souple, soit d'un ensemble de prises ou trous d'escalade, soit d'un filet vertical à larges mailles.
La sécurité de ligne de vie, autrefois assurée par des anneaux régulièrement espacés en hauteur où l'on accrochait alternativement les mousquetons, est progressivement remplacée par un câble vertical beaucoup plus pratique relié à un boitier dispositif "stop chute" à enrouleur situé au sommet, semblable à celui utilisé pour les ceintures de sécurité des voitures, sur lequel l'utilisateur s'attache, et peut même s'aider pour monter en tirant sur le côté inverse du câble, et qui se bloque automatiquement en cas de "décrochage" produisant une vitesse trop brusque.

#### Traversées sur agrès suspendus
Chaque passerelle peut être horizontale ou légèrement inclinée.
Ces installations s'enfoncent par élasticité des câbles sous les pieds du passager, sous l'effet de son poids durant la traversée, en donnant du ballant pouvant s'accompagner d'oscillations ondulatoires se propageant en va-et-vient sur la longueur de la passerelle, augmentant encore les sensations de déséquilibre.
Il arrive même depuis une plate-forme, si le tronc de l'arbre est un peu élastique, d'être surpris de sentir celui-ci osciller sous l'effet du vent ou des secousses produites par les mouvements des autres passagers sur les portiques.
Dans le cas d'un portique en pente, quelques butées en ergots à intervalles réguliers jalonnent le câble de vie, permettant en cas de chute de stopper les mousquetons sur ces butées. Les sensations d'instabilité sont augmentées par l'obligation de faire passer les mousquetons par-dessus ces ergots en cours de traversée.

#### Câbles de funambule
Les passages sur les câbles de funambule peuvent être de difficulté variable selon la tension et la longueur du câble, ainsi que celles du ou des câbles de maintien : Si ceux-ci sont très longs et détendus, la traversée pourra devenir très périlleuse vers son milieu, le passager devenant alors facilement déstabilisé même en s'agrippant, en basculant de gauche à droite ou inversement.
De même, la difficulté est accrue si le câble de maintien n'est pas légèrement décalé latéralement par rapport au câble de traversée, ou si le passager ne peut se tenir que sur une corde reliée à un câble supérieur. À l'inverse la traversée peut être plus facile avec deux câbles de maintien gauche et droite.
Sur les échelles horizontales et rondins latéraux, la difficulté et les sensations sont aussi fonction de l'espacement des barreaux, de leur étroitesse et de l'élasticité, voire de la pente de la traversée.
Les rondins longitudinaux successifs de grande longueur maintenus chacun par une corde verticale à leurs extrémités, sont particulièrement déséquilibrants et sensationnels, devenant très instables en basculant souvent sous le poids du passager qui en les traversant ne peut se tenir qu'au câble de vie à mi-hauteur.

#### Tyroliennes
Il existe deux types de tyroliennes :
- Montantes, où il est nécessaire d'arpenter par la force des bras soit par le câble, soit avec l'aide d'une corde inférieure supplémentaire, pour atteindre la plate-forme suivante, ou
- Descendantes (les plus fréquentes), la réception s'effectuant :
  - soit par une poignée accrochée au tronc d'arbre, celui-ci étant rembourré pour éviter un choc d'arrivée trop brutal,
  - soit en cas de forte pente par un tapis, une motte de sable ou un filet de réception, voire par un élastique sous forme de sandows ramenant temporairement le passager vers l'arrière, que celui-ci devra enjamber ensuite.

Certains parcs préconisent, selon la longueur des longes, de tenir le haut du socle de la poulie par les mains tout au long du parcours en tyrolienne, d'autres parcs plutôt la longe. L'avantage étant d'éviter de tourner sur soi-même durant la traversée en risquant de percuter violemment son dos sur le tronc d'arbre de réception (même si celui-ci est rembourré), et de ne pas réussir à attraper la poignée de réception, obligeant à une remontée par arpentage parfois difficile voire impossible sur certains parcours rouges. L'inconvénient étant de risquer de se pincer voire se blesser totalement les doigts si on lâche la poulie, ceux-ci pouvant se retrouver coincés entre la poulie et le câble en pleine vitesse.
Certains parcours sont formés d'une seule tyrolienne, rapide et vertigineuse de par sa hauteur, comme c'est le cas dans les massifs montagneux.
Quelques tyroliennes encore plus rapides ou pentues sont spécifiquement créées dans un but attractif, telles que celle située à Orcières dans le Vercors.
À partir d'une pente supérieure à 30°, les termes de taggle rope ou de death-ride sont employés, utilisés soit avec un système de roulettes, soit par simple glissement des mousquetons sur le câble.

#### Saut sur corde, dit saut de Tarzan
Le saut de Tarzan consiste comme son nom l'indique, en un saut pendulaire par l'intermédiaire d'une grande corde, en se balançant du haut de la plate-forme, pour s'accrocher durant le début de phase de remontée dans un filet situé en face, que l'on doit souvent terminer d'escalader pour accéder à la plate-forme suivante.
Le passager se désolidarise alors temporairement de la ligne de vie tout en restant assuré (ce qui est aussi le cas pour quelques autres agrès comme le treuil vertical quick-jump), en accrochant cette fois ses deux mousquetons à un anneau relié à la corde (ou autre agrès).
Les sauts pendulaires, comme la balançoire géante du viaduc de la Souleuvre, sont du même principe, mais sur une hauteur beaucoup plus importante.

#### Dérivateurs
Les dérivateurs tournants, permettent d'orienter le mousqueton pour choisir un embranchement pour le portique suivant (par exemple opter entre le grand saut de Tarzan ou une tyrolienne presque horizontale pour les moins téméraires), ou rejoindre une échelle de descente concluant prématurément un long parcours pour les personnes qui se sentent fatiguées.

#### Panneaux d'indication
Le type d'agrès est indiqué sur une pancarte à chaque plate-forme, ainsi que le numéro du portique par rapport au nombre total du parcours.
Un panneau quiz instructif parfois muni d'un boitier parlant peut expliquer les différents arbres et feuilles côtoyés, ou être historique ou géographique.

### Types de parcours des parcs

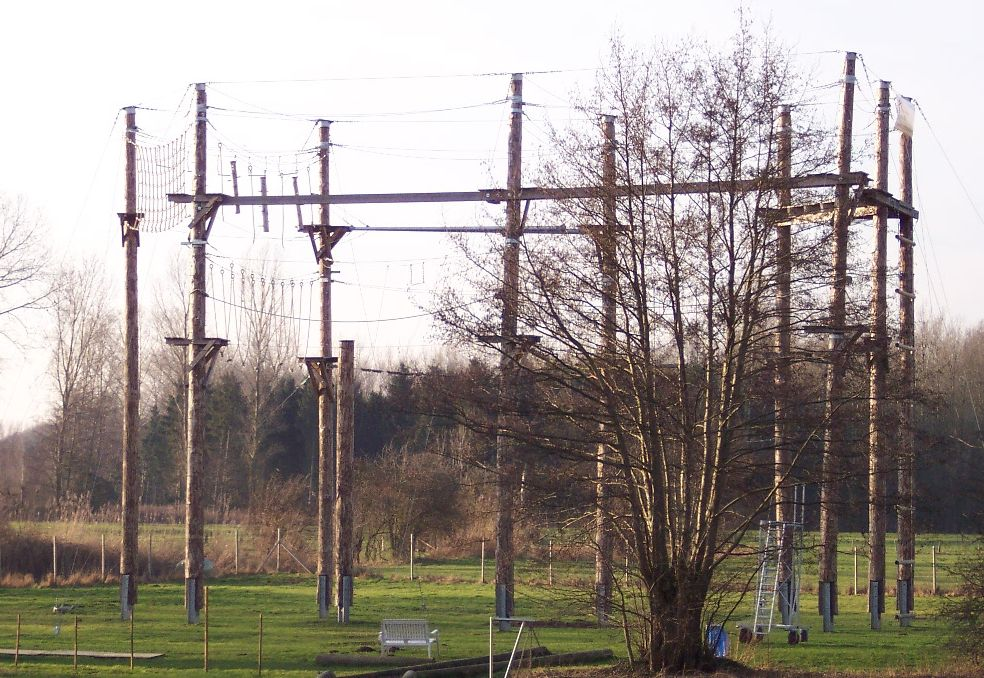
Parcours sur poteaux

Les caractéristiques des parcours d'aventure peuvent varier selon les critères suivants :
- Parcours fixe ou mobile,
- Sur arbres, mâts, édifices ou structures métalliques,
- Pour tous, pour les enfants à partir de 4 ans, accessible aux handicapés, etc.
- Ligne de vie « à mi-hauteur » ou « hors de portée »,
- Sécurité par mousquetons en auto-assurance, permanente ou au-dessus d'un filet
- Lieu touristique ou urbain

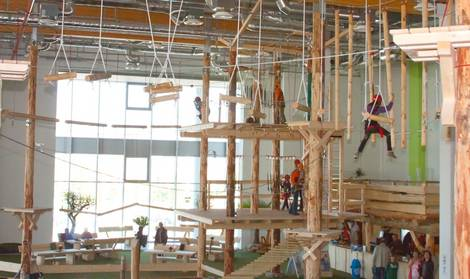
Parc d'intérieur en salle

Les parcours aventure en forêt sont les plus populaires. Ils profitent de la présence des arbres en offrant une activité extérieure entourée par la nature, pouvant côtoyer les falaises, collines ou rivières. Dans les parcs forestiers, l'accent est souligné pour la protection des arbres.
Les parcours sur poteaux peuvent être installés facilement en dehors d'une forêt, mais exigent des investissements plus élevés dus à l'installation des mâts. Un mélange de mâts et d’arbres en lisière d'une forêt peut être un compromis.
Les parcs d'intérieur, en salle, possèdent l'avantage d'être ouverts toute l'année et protégés des intempéries. Les parcours sont construits sur une structure métallique modulaire ou poteaux en bois.
Les parcours entre murs, en partie sur la façade d'un fort par exemple, tels que celui du fort de la Bastille situé en haut du téléphérique de Grenoble, peuvent se rapprocher parfois d'une via ferrata de par leur configuration.
Les parcours accrospeed, variante, doivent être effectués debout en équilibre sans harnais, ni même parfois se tenir, mais au-dessous desquels est tendu un filet géant commun situé environ un mètre au-dessous, dans lequel la personne tombe sans se blesser en cas de déséquilibre et d'échec de la traversée.
Ils sont toutefois plus simples et limités en possibilités que les parcours traditionnels.

### Niveaux de difficulté
Chaque parcours possède comme pour les pistes de ski par exemple, un code de couleurs indiquant le niveau de difficulté et de vertige, assez variables selon les choix de chaque parc, et peut avoir une caractéristique spécifique :
- Parcours arc en ciel, blanc ou jaune pour les très jeunes enfants (très faciles, un mètre de hauteur au maximum)
- Parcours vert clair à vert foncé (faciles, 3 à 6 mètres de haut)
- Parcours bleus (moyens, 8 mètres de haut environ, pour les plus initiés, adolescents ou adultes de taille supérieure à 1,20 m)
- Parcours rouges (assez difficiles et périlleux, 10 mètres de haut environ, personnes de taille supérieure à 1,30 m)
- Parcours noirs ou super-noirs (souvent très difficiles et physiques, 12 mètres de haut, adultes de taille supérieure à 1,40 m)
- Parcours tyroliennes, souvent spécialisé dans ce domaine durant tout le parcours.

Plus le parcours est haut, plus il procure des sensations physiologiques de vertige dû à la vue, bien qu'étant attaché.
Comme les stations de ski, les codes sont subjectifs, et un parcours bleu d'un parc peut être l'équivalent d'un rouge d'un autre, certains parcs étendant leurs gammes de parcours au maximum en utilisant des couleurs intermédiaires pour mieux les distinguer, telles que l'orange, le violet, le marron ou l'or.

### Systèmes d'attache et de sécurité

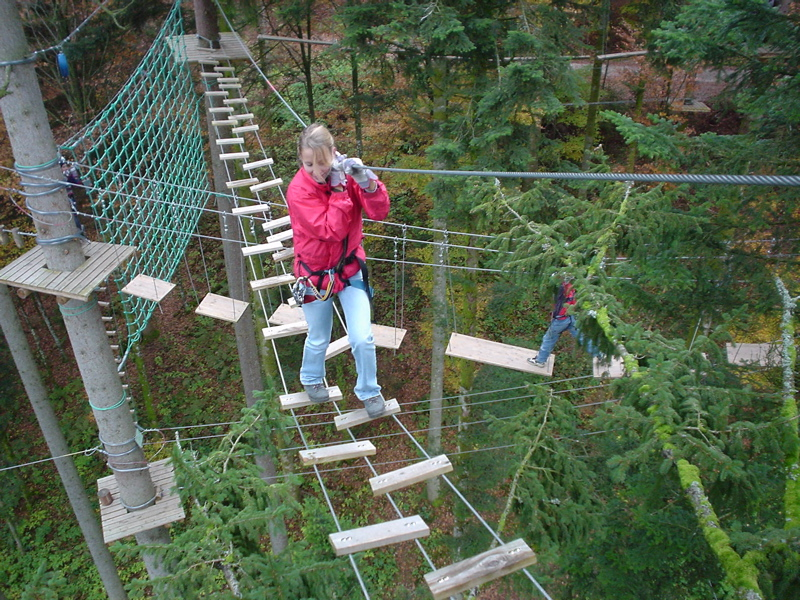
Traversée sur échelle souple horizontale à barreaux décalés

#### Attache par deux mousquetons traditionnels
La ligne de vie est à mi-hauteur entre 1,20 m et 1,60 m et la plus courante.
Ce système est celui de base qui a équipé tous les parcs aventure durant les premières années. Il est composé de deux mousquetons que les participants vont tour à tour verrouiller puis déverrouiller sur les câbles d'assurance de chaque plate-forme.
Il comporte cependant le risque de les ouvrir simultanément par erreur durant les manipulations, provoquant la déconnexion complète du participant à la ligne de vie. Cette situation peut conduire à un accident grave voire mortel en cas de chute.

#### Mousqueton sur ligne de vie continue
Ce système plus sûr est à présent utilisé dans la majorité des parcs, remplaçant progressivement le système traditionnel depuis 2011, toujours sur la même ligne de vie majoritairement à mi-hauteur.
Les participants sont connectés en permanence à la ligne de vie continue sur la totalité du parcours. Le niveau de sécurité est ainsi optimal.
Le premier des deux mousquetons est toujours en forme d'anneau ovale, mais de taille plus grande, possédant une encoche suffisante pour le faire coulisser sur des plaques ou coudes en L métalliques placés régulièrement sur le parcours en tant que "relais" de jonction du câble d'assurance, mais suffisamment plus étroite que la section du câble pour que le mousqueton ne puisse sortir de celui-ci.
Au départ du parcours, le passager enfile la ligne de vie dans le mousqueton principal, qui restera autour du câble de sécurité jusqu'à la fin du parcours et qu'il désolidarisera de retour au sol en fin de câble.
Le grand avantage est de renforcer la sécurité des passagers, ceux-ci ne risquant plus durant les manœuvres sur les plates-formes, de détacher les 2 mousquetons à la fois en oubliant d'en rattacher au moins un. Cette inadvertance arrivait assez souvent aux novices avec le système traditionnel, se mettant en danger de chute, car n'étant plus attachés en hauteur, et nécessitait une surveillance accrue et rappel à l'ordre des instructeurs depuis le sol.
Le petit inconvénient est une moins grande facilité, voire liberté d'action pour faire coulisser l'anneau sur le câble via les points d'ancrage, obligeant parfois à des manœuvres compliquées, en nécessitant davantage de temps aux novices comme notamment les enfants, et donc plus d'attente en cas d'affluence, ainsi que la torsion éventuelle de la longe après de multiples manœuvres sur les portiques.
Dans le cas des tyroliennes, un seul et unique câble de traversée sert à la fois de ligne de vie et de câble porteur de la roulette, sur laquelle l'utilisateur pose souvent les deux mousquetons par-dessus le socle.
Dans les rares cas d'un parcours non rectiligne comme le saut de Tarzan, une « dérivation » désolidarisant temporairement l'anneau de la ligne de vie pour se relier aux points d'attache de la corde est nécessaire, compte tenu de la trajectoire incurvée du saut.
Le deuxième petit mousqueton éventuel traditionnel de sûreté sert à renforcer la stabilité de retenue sur un autre point d'attache, car même étant attaché, un dérapage peut selon les zones du parcours et le « mou » du câble, entraîner une mini-chute allant jusqu'à 1,50 m, occasionnant quelques coups et égratignures sur les obstacles, bénins mais évitables. La personne est aussi plus confortablement suspendue dans l'attente d'un secours ou peut réussir à remonter d'elle-même sur le circuit plus facilement. L'inconvénient de ce deuxième mousqueton facultatif est l'encombrement et les manipulations supplémentaires durant le parcours.

#### Système d'assurance permanent
Il réduit considérablement le risque d'accident, les deux mousquetons ayant un « système de communication » qui empêche leur ouverture simultanée et le déverrouillage complet de la ligne de vie.

#### Système d'assurance continu sur rail
Il offre un niveau élevé de sécurité, mais est limité à une courte structure sur mâts compliquée et coûteuse, comme on en rencontre plus fréquemment aux États-Unis.

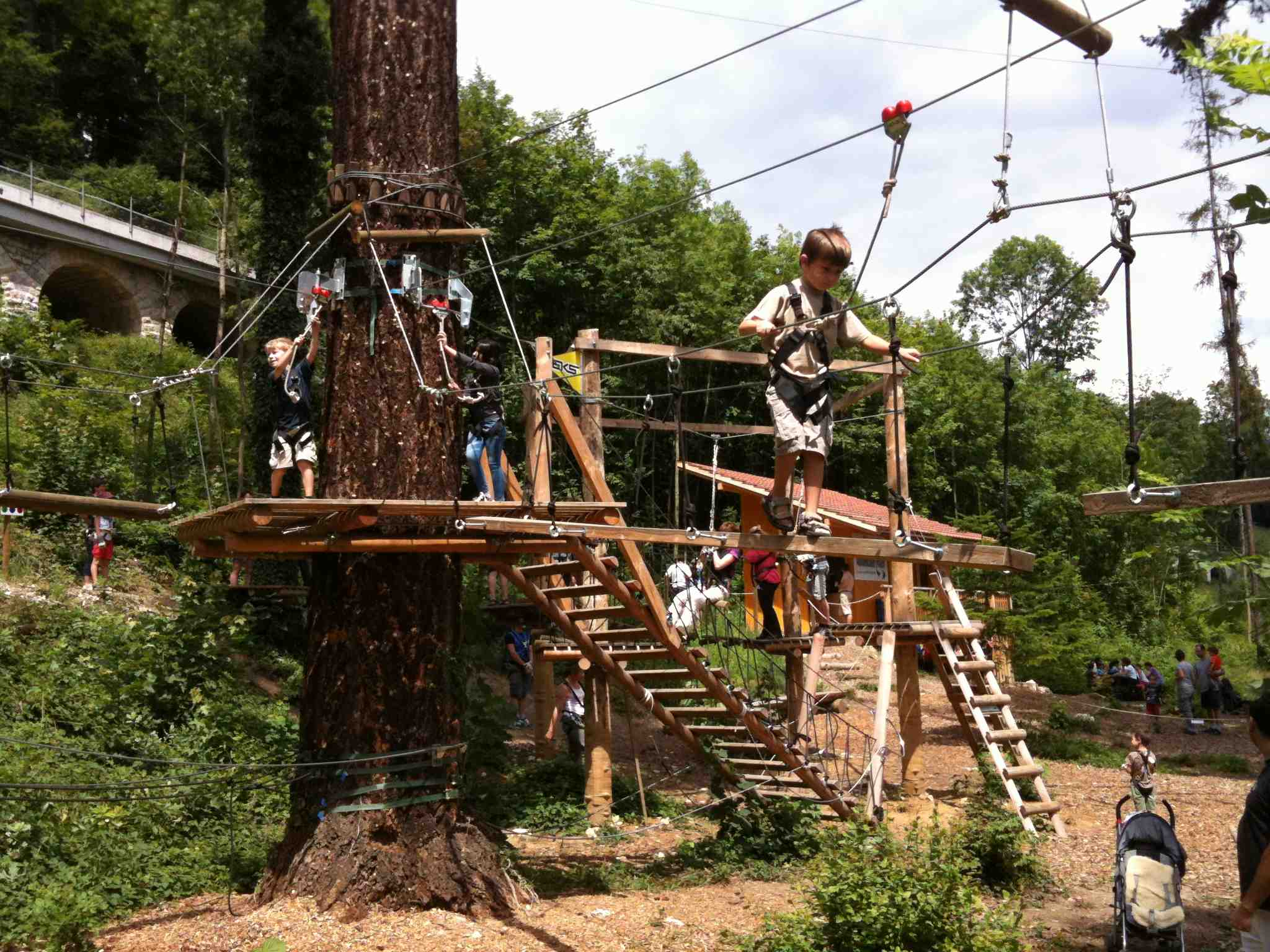
Parcours facile adapté aux enfants

#### Système d'assurance continu sur câble avec poulie intégrée
Le dispositif d'assurance est la poulie, qui roule simplement tout le long d'une ligne de vie continue hors de portée, surélevée entre 1.70 m et 2,30 m, présentant plusieurs avantages :
- Le débit est plus rapide par forte affluence, les manipulations des mousquetons sur les plates-formes n'étant plus nécessaires et les tyroliennes sans poulie supplémentaire,
- Le parcours est plus intéressant pour l'équilibre en l'absence de câble de maintien à mi-hauteur, car la liberté de mouvements est meilleure,
- Le soutien est mieux assuré par le haut, réduisant la distance de chute et de blessures éventuelles en l'absence de contact avec le dispositif de sécurité, ainsi que des interventions de sauvetages par les instructeurs,
- L'utilisation de longe ajustable est avantageuse, soit pour s'adapter au changement de hauteur de la ligne de vie, ou si la ligne est placé uniformément tout au long du parcours, d'adapter celle-ci à la grandeur du participant. L'installation de sécurité passive (les jeux deviennent des éléments de sécurité) ou de dispositif adéquat sur la ligne de vie permet de nos jours des montées ou des descentes sécurisées.

### Parcours aventure de nuit
De nombreux parcs proposent aussi de plus en plus cette expérience sur plusieurs de leurs parcours, une à plusieurs fois dans l'année, en étant cette fois munis d'une lampe frontale. Les sensations sont différentes, réduisant les effets de hauteur, mais augmentant ceux de surprise et d'inattendu (pour les longues tyroliennes par exemple).

## Règlementation

### En France
En France, l'Association française de normalisation (AFNOR) normalise l'appellation de l'activité, d'abord par l'expression « parcours d'aventure en forêt » (PAF) qui évolue ensuite vers « parcours acrobatique en hauteur » (PAH)[réf. nécessaire]. Une norme européenne est publiée sous la référence NF EN 15567-1 et 15567-2 depuis mars 2008[réf. nécessaire].
Depuis 2020 est entrée en vigueur la norme EN17109 qui encadre les Dispositifs de Connexion Mobile (EPI) spécfique à l'utilisation en parcours aventure.
Les professionnels s'organisent en France avec le Syndicat national des exploitants de parcours d'aventure (SNEPA) depuis juin 2004. Des associations existent au niveau européen (ERCA, IAPA) et aux États-Unis (ACCT, PRCA) et on remarque de plus en plus un rapprochement entre ces différentes associations comme pour des questions de normes ou avec des conférences conjointes (SNEPA-IAPA à Strasbourg en 2011)[réf. nécessaire].
Depuis 2020, la norme EN17109 est entrée en vigueur pour encadrer l'usage des Dispositifs de Connexion Mobile (EPI) spécifiques utilisables sur les parcours aventures.
Pour encadrer leurs pratiques, certains se sont également rassemblés pour former le réseau Forestour qui vise à garantir un tourisme respectueux de la forêt. De manière générale, de nombreux parcours se situent dans des Zones naturelles d’intérêt écologique faunistique et floristique (ZNIEFF).
Certains parcs ayant obtenu des agréments spécifiques et adoptant une démarche respectueuse de l'environnement peuvent même se situer dans des parcs Natura 2000 ou dans des espaces classés.